# Makk Ferenc
Makk Ferenc (Baja, 1940. december 1. – 2018. április 21.) magyar történész, bizantinológus, klasszika-filológus, egyetemi tanár, a Szegedi Tudományegyetem professor emeritusa.

## Életútja
Felsőfokú tanulmányait a József Attila Tudományegyetem Bölcsészettudományi Karán végezte, ahol történelem-latin szakon tanult 1959 és 1964, ógörög szakon 1961 és 1966 között.
1964–1965-ben a szegedi Radnóti Miklós Gimnáziumban tanított. 1965 és 1972 között tanársegédként, 1972-től 1979-ig adjunktusként, 1979 és 1983 között docensként tevékenykedett a szegedi egyetem Klasszika-filológiai Tanszékén. Az 1983–1984-es tanévben a Középkori és Kora Újkori Magyar Történeti Tanszéken oktatott, 1984 és 2005 között a Történeti Segédtudományok Tanszéket vezette. 1992. július 1-jén egyetemi tanárrá nevezték ki. 1985-től 1988-ig a Bölcsészettudományi Kar dékánhelyettese, 1994 és 1996 között a kari Doktori, illetve PhD Tanács elnöke, 1996-tól 2001-ig, majd 2006-tól 18-ig ismét a Történelem Habilitációs Szakbizottság elnöke. Kristó Gyula 2004-es halála után a Magyar Tudományos Akadémia és a Szegedi Tudományegyetem közös Magyar Medievisztikai Kutatócsoportjának vezetője haláláig.
A Magyar Történelmi Társulat alelnöke volt 1998 és 2018 között. Az MTA Történettudományi Bizottsága és a Nemzetközi Magyar Filológiai Társaság tagja, a Szegedi Akadémiai Bizottság történettudományi szakbizottsága és a Szegedi Középkorász Műhely elnöke.
1971-ben egyetemi doktori címet szerzett. 1978-ban lett a történettudományok kandidátusa, 1991-ben a történettudományok doktora.

## Munkássága
A történeti segédtudományok közül kronológiával, heraldikával, pecséttannal és történeti földrajzzal foglalkozott. Középkorászként főként az Árpád-kori magyar–bizánci kapcsolatok történetét és a középkori Magyarország külpolitikájának alakulását kutatta. Egyetemi doktori értekezése is e témakörben született Kálmán utódai és Bizánc címmel. Több ízben kiadták a magyar külpolitikát a honfoglalástól III. Béla haláláig tárgyaló monográfiáját. Szintén népszerű az Árpád-ház uralkodóiról Kristó Gyulával közösen jegyzett életrajzgyűjteménye. Monográfiákban dolgozta fel Magyarország 11. és 12. századi történetét (A királyság első százada, 1992; Magyarország a 12. században, 1986; A tizenkettedik század története, 2000). A 9–10. századról szintén Kristóval közösen tett közzé összegzést (A kilencedik és a tizedik század története, 2001). A magyarság korai történetéről szóló tanulmányai A turulmadártól a kettőskeresztig. Tanulmányok a magyarság régebbi történelméről címmel 1998-ban jelentek meg kötetben. Társszerzőként és -szerkesztőként részt vett az 1994-ben megjelent Korai magyar történeti lexikon elkészítésében.
Közel 260 tudományos közleményt jelentetett meg.

## Díjai, elismerései
1981-ben megkapta az Európa Könyvkiadó Nívódíját. 1989-ben Kiváló Pedagógus lett. 2000–2003-ban Széchenyi professzori ösztöndíjban részesült. 2003-ban Ránki György-, 2004-ben Szent-Györgyi Albert-, 2005-ben Klebelsberg Kunó-, 2007-ben Trefort Ágoston-díjjal jutalmazták.
Hatvanadik születésnapja alkalmából a „Magyaroknak eleiről.” Ünnepi tanulmányok a hatvan esztendős Makk Ferenc tiszteletére című, Piti Ferenc által szerkesztett kötettel köszöntötte a magyar középkorász-társadalom. Hetvenedik születésnapjára készült el a Fons, skepsis, lex. Ünnepi tanulmányok a 70 esztendős Makk Ferenc tiszteletére című kötet Almási Tibor, Révész Éva és Szabados György szerkesztésében.

## Főbb művei

### Monográfiák, tanulmánykötetek
- Magyar–bizánci kapcsolatok a XII. században (Szeged, 1977)
- Magyarország a 12. században (Budapest, 1986)
- Az Árpád-házi uralkodók (Kristó Gyulával; Budapest, 1988)
- The Árpáds and the Comneni. Political relations between Hungary and Byzantium in the 12th century (Budapest, 1989)
- A királyság első százada (Budapest, 1992)
- Magyar külpolitika 896–1196 (Szeged, 1993; Budapest, 1996)
németül: Ungarische Aussenpolitik 896–1196 (Herne, 1999)
- Az Árpád-ház uralkodói (Kristó Gyulával; Budapest, 1995)
németül: Die ersten Könige Ungarns. Die Herrscher der Arpadendynastie (Herne, 1999)
- A turulmadártól a kettőskeresztig. Tanulmányok a magyarság régebbi történelméről (Szeged, 1998)
- A tizenkettedik század története (Budapest, 2000)
- Az Árpádok. Fejedelmek és királyok (Kristó Gyulával; Szeged, 2000)
- A kilencedik és a tizedik század története (Kristó Gyulával; Budapest, 2001)
- Forrástani ismeretek történelemből. Segédkönyv a történelem forrásközpontú tanításához (Kőfalvi Tamással; Budapest, 2007)

### Szerkesztett kötetek
- III. Béla emlékezete (Kristó Gyulával; Budapest, 1981)
- Fejezetek a régebbi magyar történelemből (Budapest, 1985)
- Károly Róbert emlékezete (Kristó Gyulával; Budapest, 1988)
- Árpád előtt és után. Tanulmányok a magyarság és hazája korai történetéről (Kristó Gyulával; Szeged, 1996)
- Studia Varia. Tanulmánykötet Szádeczky-Kardoss Samu professzor 80. születésnapjára (Tar Ibolyával és Wojtilla Gyulával; Szeged, 1998)
- Európa és Magyarország Szent István korában (Kristó Gyulával; Budapest, 2000)
- Kultúrák találkozása. Ünnepi tanulmányok Olajos Terézia professzornő tiszteletére (Galántai Erzsébettel; Szeged, 2002)
- A Szegedi Tudományegyetem és elődei története, 1581-2011; szerk. Makk Ferenc, Marjanucz László; Szegedi Egyetemi, Szeged, 2011

### Forráskiadások
- Sallustius: De coniuratione Catilinae (Tarr Ibolyával; Budapest, 1970)
- Traduction et commentaire de l'homélie écrite probablement par Théodore le Syncelle sur le siège de Constantinople en 626 (Szeged, 1975)
- Anjou-kori oklevéltár XIX. (Kristó Gyulával; Szeged, 2004)
- Írott források az 1050–1116 közötti magyar történelemről (Thoroczkay Gáborral; Szeged, 2006)